# Балхашский рудный район
Балхашский рудный район — скопление месторождений рудных полезных ископаемых в Центральном Казахстане. Занимает большую территорию на северном и северо-западном побережье озера Балхаш. Сотни больших и малых месторождений, главные из них: Конырат, Карабас, Борлы, Сокыркой (медь, молибден), Саяк, Тесиктас, Караоба (редкие металлы), Каратас (медь, молибден, железо), Кокбозой, Гулшат (полиметаллы) и другие. Месторождения относятся к разным генетическим типам: медно-молибденовые приурочены к древним вулканическим гранодиоритам верхнего карбона, редких металлов — к гранитам пермского периода, некоторые медные, полиметаллические, железные руды встречаются в скарновых месторождениях. Большая часть месторождении разработана и является сырьевой базой предприятий цветной, металлургии Центрального Казахстана.